# パベル・ネドベド
パベル・ネドベド（チェコ語: Pavel Nedvěd, チェコ語発音: [ˈpavɛl ˈnɛdvjɛt] ( 音声ファイル); 1972年8月30日 - ）は、チェコ出身の元サッカー選手。現役時代のポジションはミッドフィールダー。
オフェンシブなポジションでの出場が多い。日本語表記はパヴェル・ネドヴェド、ネドビェド、ネドヴィェドと書かれる場合もある。セリエAのラツィオ、ユヴェントスなどに所属していた。

## クラブ経歴

### 生い立ち
チェコスロバキアの首都プラハで生まれスカルナで育った。父バツラフは、当時チェコスロバキア2部リーグに所属していたヘプのサッカー選手で、クラブの練習が終わると息子のパベルにサッカーを教えていた。

### スパルタ・プラハ
14歳となった1986年からスコダ・プルゼンという地元のクラブに加入。デュクラ・プラハというクラブを経てスパルタ・プラハに加入。当初はチームに馴染めず、監督のカロル・ドビアシュからも低い評価を受けていたが、周囲の視線を気にせず着実に力をつけたネドベドは2シーズン目には主力としてリーグ連覇に貢献。更に1994年6月のアイルランド戦で代表デビューを果たし、EURO '96にも出場。チームの顔は同僚のカレル・ポボルスキーだったが、着実なプレーで欧州におけるネドベドの評価を高めた。

### ラツィオ
EURO '96での活躍が認められ、1996-97シーズンからセリエAのラツィオに移籍。当時のラツィオは優勝を狙うべく、毎年活発な選手補強を行っていた。1997-98シーズンにはリーグ戦11得点を挙げた。1998-99シーズン、UEFAカップウィナーズカップ決勝のマジョルカ戦では決勝点を挙げてチームにタイトルをもたらした。1999-2000シーズンにはリーグ優勝に貢献した。2000年末頃にはマンチェスター・ユナイテッドが獲得を試みていたが、エリクソン監督がオファーを拒否した。
2000-01シーズン終了後、クラブ側は長期の契約延長をネドベドに提示し、彼もこれを受け入れ合意に至ったが、会長のセルジョ・クラニョッティがオーナーを務める大手食品会社チリオの業績悪化の影響で、チームは急きょ資金調達と高額な年俸を支払っている主力選手の放出を余儀なくされた。ネドベドも例外ではなく、休暇から戻ってきたネドベドは急転直下、ユヴェントスへの移籍を言い渡された。この一連の流れはチームの顔であったアレッサンドロ・ネスタを手放す程の主力組の大放出劇であった。

### ユヴェントス

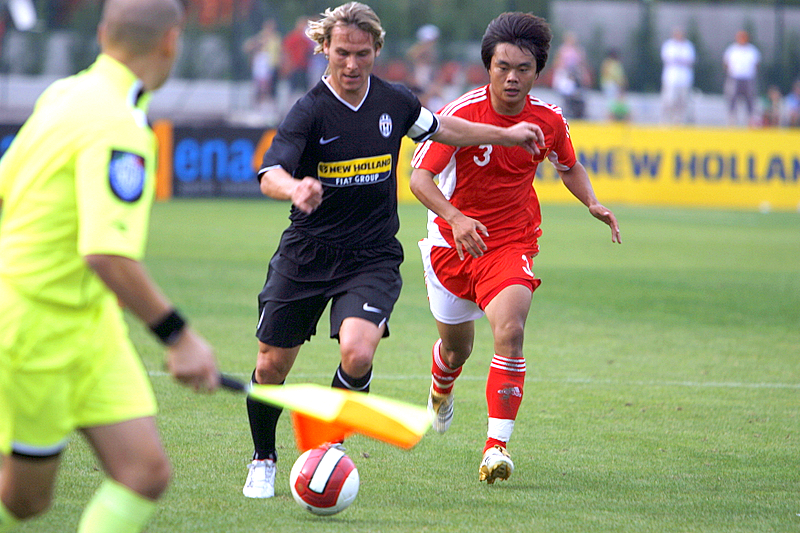
ユベントスでプレーするネドベド（2008年）
左腕にはキャプテンマークが巻いてある

2001-02シーズン序盤ユーベは低迷しており、ネドベド自体もフィットしていないと評され、優勝争いからも脱落すると思われた。しかし、シーズン終盤を迎えるとこのシーズン最強と評されたインテルを抜き去ってスクデットを獲得。決してネドベドの貢献が大きかったとは言えないが、この勢いをベースにした手ごたえは翌シーズンに発揮されることになった。
2002-03シーズン、ユーベの大黒柱と化したネドベドは、故障者が続出して危機的なチーム状況の中ほとんどの試合にフル出場し、シーズン終盤には「バロンドール間違いなし」と批評家から評価を受ける程の活躍ぶりを見せた。チームも2年連続のスクデットを獲得した。そのシーズンのUEFAチャンピオンズリーグでは、ユヴェントスは決勝に進むも、ネドベドは準決勝のレアル・マドリード戦でイエローカードをもらい累積2枚目となったため、決勝には出場することが出来なかった。なお、ユヴェントスはPK戦の末にACミランに敗れ優勝を逃した。 
2006-07シーズン、ユーベは不正疑惑の為にセリエB降格の処分が下され、主力だったカンナヴァロ、テュラムらが次々とユヴェントスを去り、自らにも多くのクラブからオファーがきた。シーズン終了前は引退も口にしていたネドベドだったがデル・ピエロ、ブッフォンに続き、「世話になったクラブに恩返しをしようと思う」と現役続行と残留を表明、チームを1シーズンで再昇格させる原動力となる活躍を見せた。
2007-08シーズン、新加入のチアゴにレギュラーの座を脅かされていたが、35歳という年齢ながらレギュラーを死守した。
2009年2月25日、2008-09シーズンをもって現役を引退することを発表した。
ユヴェントスでスポーツディレクターを務めていたが、2015年10月、ユヴェントスの副会長に選ばれた。

## 代表経歴
デビュー戦は前述の通り、1994年6月のアイルランド戦。
2002年日韓W杯欧州予選では、カレル・ポボルスキー、ヤン・コレル、ロシツキー、ヤンクロフスキらチェコ代表史上最高と言われるタレントらと共にプレーオフまで進出するが、闘将マルク・ヴィルモッツを擁するベルギー代表にホーム、アウェイと立て続けに敗れ、Ｗ杯出場のチャンスを逃す。
EURO2004はチェコ代表のベスト4に貢献したが、準決勝のギリシャ戦で足を負傷し交代、チェコ代表はその後延長戦で敗れた。
EURO後、「代表とクラブの両方を掛け持ちできなくなった。代表で怪我をすればクラブに迷惑がかかる。」とコメントし一度代表を引退していた。ネドベドのいないチェコは2006年ドイツW杯最終予選でオランダに1位通過を許し、プレーオフに回ることになった。母国のワールドカップ出場のためネドベドはプレーオフ2試合限定で代表に復帰すると宣言。ノルウェーとのプレーオフを制し、チェコはスロヴァキアとの分裂後初のW杯本大会出場権を獲得。その後、代表引退をワールドカップ敗退後まで延長し、5月15日、本選出場メンバーに選出。グループリーグ3試合全てにフル出場を果たしたが、FWのヤン・コレルの怪我やミラン・バロシュの不調、さらに快勝したアメリカ戦以外の2試合は共に前半の早い段階で退場者を出し数的不利になったこともあり決勝トーナメント進出は果たせずに敗退した。
2006年8月15日、翌日に行われる国際親善試合、セルビア戦を最後に代表引退を発表した。前半終了間際で交代をしたときは目に涙を浮かべながらベンチに下がった。

## エピソード
- 一時期サッカー選手よりも医者になることを目指していた。チェコの名門スパルタ・プラハがネドベドをスカウトした際に、彼自身は大きな興味を示し、結果的には加入することになるが、まだ学生という身分を理由に周囲の人間からは猛反発された。また、スパルタ・プラハに加入してからも会計士の勉強に力を入れ、着実な道を歩もうとしていた[5] 。
- ラツィオ所属時にPKを得たにもかかわらず、自らPKでないとアピールしたことがある。
- 努力家として知られる。本人によると、少年時代には家から60マイル（およそ96km）離れたサッカースクールに通っていたという。にも関わらず当時練習時間は毎日12時間を費やしていた。さらに趣味と聞かれると「練習」と言うくらいの練習の虫である。「サッカーをしていない時は？」と聞かれた際には家族サービスと回答している｡
- 朝は7時に起床し、朝食前にランニング、チーム練習は常に最後まで残り、夜10時には就寝するというスタイルを長年続けている[6] 。
- 疲れを知らないかのごとく、無尽蔵のスタミナで試合中走り回り、当たりに強い体格であり、スピードのあるドリブルや正確なパスなどの優れたテクニックを兼ね備えた理想的な攻撃的ミッドフィルターであったことから、あだ名は「鋼鉄のロボット」、「チェコの大砲」などがある[7]。
- パトリック・ベルガー、トマーシュ・ジェプカとは犬猿の仲で、このために二人は早期に代表引退している。カレル・ポボルスキーとは親友である。
- 引退後はプロの監督業としてでなく、子供達のサッカーの指導に携わりたいと言っていたことがある。
- タイトルがかかった重要な試合などには出場が出来ないことが多い。試合中に熱くなり過ぎるのが原因である。
- ハビエル・サネッティはキャリアで対戦した中で最も厄介だった相手としてラツィオ時代のネドベドを挙げており、その理由にサイドを何度も上下するスタミナを挙げている[8]。

## 個人成績
| クラブ                  | シーズン     | リーグ戦            | リーグ戦 | リーグ戦 | 国内カップ | 国内カップ | 国際大会 | 国際大会 | その他 | その他 | 合計 | 合計 |
| クラブ                  | シーズン     | ディビジョン        | 出場     | 得点     | 出場       | 得点       | 出場     | 得点     | 出場   | 得点   | 出場 | 得点 |
| ----------------------- | ------------ | ------------------- | -------- | -------- | ---------- | ---------- | -------- | -------- | ------ | ------ | ---- | ---- |
| デュクラ・プラハ (loan) | 1991-92      | チェコスロバキア1部 | 19       | 3        |            |            | -        | -        | -      | -      | 19   | 3    |
| スパルタ・プラハ        | 1992-93      | チェコスロバキア1部 | 17       | 0        |            |            | 5        | 0        | -      | -      | 22   | 0    |
| スパルタ・プラハ        | 1993-94      | チェコ1部           | 23       | 3        |            |            | 4        | 0        | -      | -      | 27   | 3    |
| スパルタ・プラハ        | 1994-95      | チェコ1部           | 27       | 6        |            |            | 2        | 0        | -      | -      | 29   | 6    |
| スパルタ・プラハ        | 1995-96      | チェコ1部           | 30       | 14       |            |            | 8        | 4        | -      | -      | 38   | 19   |
| スパルタ・プラハ        | 通算         | 通算                | 97       | 23       |            |            | 19       | 5        | -      | -      | 116  | 28   |
| ラツィオ                | 1996-97      | セリエA             | 32       | 7        | 3          | 1          | 3        | 2        | -      | -      | 38   | 10   |
| ラツィオ                | 1997-98      | セリエA             | 26       | 11       | 6          | 2          | 11       | 2        | -      | -      | 43   | 15   |
| ラツィオ                | 1998-99      | セリエA             | 21       | 1        | 4          | 0          | 8        | 4        | 1      | 1      | 34   | 6    |
| ラツィオ                | 1999-00      | セリエA             | 28       | 5        | 6          | 1          | 12       | 1        | 1      | 0      | 47   | 7    |
| ラツィオ                | 2000-01      | セリエA             | 31       | 9        | 3          | 1          | 10       | 3        | 1      | 0      | 45   | 13   |
| ラツィオ                | 通算         | 通算                | 138      | 33       | 22         | 5          | 44       | 12       | 3      | 1      | 207  | 51   |
| ユヴェントス            | 2001-02      | セリエA             | 32       | 4        | 4          | 0          | 7        | 0        | -      | -      | 38   | 10   |
| ユヴェントス            | 2002-03      | セリエA             | 29       | 9        | 1          | 0          | 15       | 5        | 1      | 0      | 43   | 14   |
| ユヴェントス            | 2003-04      | セリエA             | 30       | 6        | 4          | 0          | 6        | 2        | 1      | 0      | 34   | 6    |
| ユヴェントス            | 2004-05      | セリエA             | 27       | 7        | 1          | 0          | 10       | 3        | -      | -      | 47   | 7    |
| ユヴェントス            | 2005-06      | セリエA             | 33       | 5        | 4          | 0          | 8        | 2        | 1      | 0      | 45   | 13   |
| ユヴェントス            | 2006-07      | セリエB             | 33       | 11       | 3          | 1          | -        | -        | -      | -      | 36   | 12   |
| ユヴェントス            | 2007-08      | セリエA             | 31       | 2        | 2          | 1          | -        | -        | -      | -      | 33   | 3    |
| ユヴェントス            | 2008-09      | セリエA             | 32       | 7        | 3          | 0          | 9        | 0        | -      | -      | 44   | 7    |
| ユヴェントス            | 通算         | 通算                | 247      | 51       | 22         | 2          | 55       | 12       | 3      | 0      | 327  | 65   |
| キャリア通算            | キャリア通算 | キャリア通算        | 501      | 110      | 44         | 7          | 118      | 29       | 6      | 1      | 669  | 147  |

## 代表歴

### 出場大会
- チェコ代表

1996年 - UEFA EURO '96（準優勝）
1997年 - FIFAコンフェデレーションズカップ1997（3位）
2000年 - UEFA EURO 2000（グループステージ敗退）
2004年 - UEFA EURO 2004（ベスト4）
2006年 - 2006 FIFAワールドカップ（グループステージ敗退）

### 試合数
- 国際Aマッチ 90試合 18得点（1994年-2006年）[9]

| チェコ代表 | 国際Aマッチ | 国際Aマッチ |
| 年         | 出場        | 得点        |
| ---------- | ----------- | ----------- |
| 1994       | 1           | 0           |
| 1995       | 4           | 0           |
| 1996       | 12          | 2           |
| 1997       | 9           | 2           |
| 1998       | 3           | 1           |
| 1999       | 9           | 2           |
| 2000       | 10          | 4           |
| 2001       | 11          | 4           |
| 2002       | 6           | 0           |
| 2003       | 8           | 2           |
| 2004       | 9           | 0           |
| 2005       | 2           | 0           |
| 2006       | 6           | 1           |
| 通算       | 90          | 18          |

### 得点
| #   | 開催日         | 開催地                                 | 対戦国               | スコア | 結果 | 大会                                    |
| --- | -------------- | -------------------------------------- | -------------------- | ------ | ---- | --------------------------------------- |
| 1.  | 1996年6月14日  | リヴァプール、アンフィールド           | イタリア             | 1-0    | 2-1  | UEFA EURO '96                           |
| 2.  | 1996年9月18日  | テプリツェ、ナ・スティーナドレヒ       | マルタ               | 2-0    | 6-0  | 1998 FIFAワールドカップ・ヨーロッパ予選 |
| 3.  | 1997年12月17日 | リヤド、キング・ファハド国際スタジアム | アラブ首長国連邦     | 0-2    | 1-6  | FIFAコンフェデレーションズカップ1997    |
| 4.  | 1997年12月17日 | リヤド、キング・ファハド国際スタジアム | アラブ首長国連邦     | 0-3    | 1-6  | FIFAコンフェデレーションズカップ1997    |
| 5.  | 1998年10月14日 | テプリツェ、ナ・スティーナドレヒ       | エストニア           | 1-0    | 4-1  | UEFA EURO 2000予選                      |
| 6.  | 1999年9月4日   | ヴィリニュス、ジャルギリス・スタジアム | リトアニア           | 0-1    | 1-4  | UEFA EURO 2000予選                      |
| 7.  | 1999年9月4日   | ヴィリニュス、ジャルギリス・スタジアム | リトアニア           | 0-2    | 1-4  | UEFA EURO 2000予選                      |
| 8.  | 2000年3月26日  | プラハ、レトナ・スタジアム             | イスラエル           | 1-0    | 4-1  | 親善試合                                |
| 9.  | 2000年3月26日  | プラハ、レトナ・スタジアム             | イスラエル           | 3-0    | 4-1  | 親善試合                                |
| 10. | 2000年10月7日  | テプリツェ、ナ・スティーナドレヒ       | アイスランド         | 3-0    | 4-0  | 2002 FIFAワールドカップ・ヨーロッパ予選 |
| 11. | 2000年10月7日  | テプリツェ、ナ・スティーナドレヒ       | アイスランド         | 4-0    | 4-0  | 2002 FIFAワールドカップ・ヨーロッパ予選 |
| 12. | 2001年3月24日  | ベルファスト、ウィンザー・パーク       | 北アイルランド       | 0-1    | 0-1  | 2002 FIFAワールドカップ・ヨーロッパ予選 |
| 13. | 2001年8月15日  | ドルノヴィツェ、スポルトヴニ・アレナル | 韓国                 | 1-0    | 5-0  | 親善試合                                |
| 14. | 2001年10月6日  | プラハ、レトナ・スタジアム             | ブルガリア           | 2-0    | 6-0  | 2002 FIFAワールドカップ・ヨーロッパ予選 |
| 15. | 2001年10月6日  | プラハ、レトナ・スタジアム             | ブルガリア           | 6-0    | 6-0  | 2002 FIFAワールドカップ・ヨーロッパ予選 |
| 16. | 2003年4月2日   | プラハ、トヨタ・アレーナ               | オーストリア         | 1-0    | 4-0  | UEFA EURO 2004予選                      |
| 17. | 2003年9月6日   | ミンスク、ディナモ・スタジアム         | ベラルーシ           | 1-1    | 1-3  | UEFA EURO 2004予選                      |
| 18. | 2006年6月6日   | プラハ、トヨタ・アレーナ               | トリニダード・トバゴ | 2-0    | 3-0  | 親善試合                                |

## タイトル

### クラブ
スパルタ・プラハ
- チェコスロバキアリーグ (1992-93)
- ガンブリヌス・リーガ (1993-94, 1994-95)
- チェコカップ (1996)

ラツィオ
- セリエA (1999-2000)
- コッパ・イタリア (1997-98, 1999-2000)

ユヴェントス
- セリエA (2001-02, 02-03)
- セリエB (2006-07)

### 個人
- バロンドール (2003)
- セリエA最優秀選手 (2003)
- セリエA最優秀外国人選手 (2003)
- チェコ最優秀選手 (1998, 2000, 2001, 2003, 2004)
- UEFAベストイレブン (2003, 2004, 2005)
- チャンピオンズリーグ最優秀MF (2003)
- 英誌ワールドサッカー選出世界年間最優秀選手(2003)
- ゴールデンフット賞 (2004)
- FIFA100